# Nathalie Carrasco
Pour les articles homonymes, voir Carrasco.
Nathalie Carrasco (née en 1977) est une chimiste et professeure d'astronomie et d'astrophysique française. Elle est spécialiste en chimie atmosphérique au laboratoire atmosphère, milieux, et observations spatiales (LATMOS) à l'Université de Versailles-Saint-Quentin-en-Yvelines. 

## Biographie

### Formation
Après un bac S, Nathalie Carrasco a étudié à l'École normale supérieure - Cachan.
Elle s'intéresse d'abord à la chimie verte et soutient sa thèse en 2005 à l'Université de Paris 7, dans le laboratoire inter-universitaire des systèmes atmosphériques, siglé LISA, sur la qualité de l'air (terrestre). La même année, l'atterrisseur européen Huygens se pose sur Titan, un satellite de Saturne. Les données révèlent la complexité de l'atmosphère de Titan et le besoin de chimistes pour travailler sur le sujet. Nathalie Carrasco saisit cette occasion.

#### Recherches
Elle étudie, depuis 2014 dans le cadre d'un projet de recherche d'excellence européen (dit « ERC »), l'atmosphère supérieure de Titan, dans laquelle se développe une chimie prébiotique intense.  
Elle a dirigé l'expérience Pampre, visant à simuler, en laboratoire, l'atmosphère de Titan. Proche de celle de la Terre avant l'apparition de la vie, l'étude  de cette atmosphère contribue à comprendre l'apparition de la vie sur Terre. Ces travaux viennent compléter les données recueillies par la sonde Cassini.  
Elle dirige l'équipe “Physical-chemistry of ionized atmospheres” du LATMOS.

### Missions
En 2015, elle est chargée de mission parité femmes/hommes à l'Université de Versailles-Saint-Quentin-en-Yvelines. 
Elle est membre junior de l'Institut universitaire de France depuis 2013 et membre du Comité National du CNRS en "Astronomie & Astrophysique".  
Le 21 novembre 2022, elle est nommée par décret présidente de l'École Normale supérieure Paris-Saclay (anciennement École Normale Supérieure de Cachan)   

## Prix
Elle a reçu le prix Irène Joliot-Curie de la jeune femme scientifique de l’année 2016 pour ses recherches sur la réactivité atmosphérique propice à l’émergence de la vie, qui constituent un enjeu de taille pour la recherche sur les origines de la vie. 
Elle a été nommée Chevalier de l'Ordre national du mérite en 2017.